# L'Objet de mon affection (film)
Pour l’article homonyme, voir L'Objet de mon affection.
Pour plus de détails, voir Fiche technique et Distribution.
L'Objet de mon affection ou L'Objet de ma tendresse au Québec (The Object of My Affection) est un film américain réalisé par Nicholas Hytner, sorti en 1998.

## Synopsis
Nina (Jennifer Aniston), assistante sociale, accepte d'héberger un ami de sa sœur, George (Paul Rudd), instituteur de primaire qui vient de se faire plaquer par son petit ami. Les deux lient une forte amitié, jusqu’à ce que Nina — qui entre-temps tombe amoureuse de George — découvre qu'elle est enceinte de son petit ami ; mais celle-ci demande a George d'élever l'enfant avec elle, et il accepte.
Cette décision provoque la colère du père biologique de l'enfant et la situation ne va pas s'améliorer, lorsque George tombe amoureux d'un homme déjà casé. Il va tenter de concilier vie amoureuse chaotique et vie de famille auprès de Nina, et de sa fille Molly.

## Fiche technique
- Titre : L'Objet de mon affection
- Titre québécois : L'Objet de ma tendresse
- Titre original : The Object of My Affection
- Réalisation : Nicholas Hytner
- Scénario : Wendy Wasserstein, adapté du roman L'Objet de mon affection de Stephen McCauley
- Direction artistique : Patricia Woodbridge
- Musique : George Fenton
- Décors : Jane Musky
- Costumes : John A. Dunn
- Photographie : Oliver Stapleton
- Son :
- Montage : Tariq Anwar
- Production : Laurence Mark (en)
  - Coproduction : Diana Pokorny
  - production associée : Petra Alexandria
- Société de production : 20th Century Fox
- Distribution :
  - États-Unis : 20th Century Fox
  - France : UGC Fox Distribution
  - Suisse : 20th Century Fox[1]
- Budget : 15 millions $US[2]
- Pays de production :  États-Unis
- Format : Couleur - Son : Dolby Digital - 1,85:1 - Format 35 mm
- Genre : Comédie dramatique, comédie romantique
- Durée : 111 minutes
- Dates de sortie :
  - États-Unis : 17 avril 1998
  - France : 6 septembre 1998 (Festival du cinéma américain de Deauville)
  - France : 25 novembre 1998
  - Suisse romande : 25 novembre 1998[1]
  - Belgique : 13 janvier 1999
  - DVD : le film est disponible en DVD en France depuis le 4 août 2004[2].

## Lieux de tournage
| État de New York (États-Unis) : - Manhattan - Zoo de Central Park - Ethical Culture School - Greenwich Village - Riverdale, Manhattan College Parkway - Manhattan Comprehensive Day and Night School - Bronx, City Island - Brooklyn, Coney Island - Long Island, Huntington Bay | New Jersey (États-Unis) : - Weehawken, Chart House - Pier D Connecticut (États-Unis) : - New Canaan - Norwalk |

## Distribution
- Jennifer Aniston (VF : Julie Dumas) : Nina Borowski
- Paul Rudd (VF : Serge Faliu) : George Hanson
- Kali Rocha : Melissa Marx
- John Pankow : Vince Mc Bride
- Nigel Hawthorne : Rodney Fraser
- Amo Gulinello : Paul James
- Lauren Pratt : Sally Miller
- Hayden Panettiere : Mermaid
- Steve Zahn : Frank Hanson
- Lauren Chen : joueuse de violon
- Liam Aiken : Nathan
- Sarah Hyland : Molly
- Alan Alda : Sidney Miller
- Allison Janney : Constance Miller
- Timothy Daly : Dr Robert Joley
- Daniel Cosgrove : Trotter Bull
- Damian Young : Le réalisateur de Roméo et Juliette
- Antonia Rey : Mme Ochoa

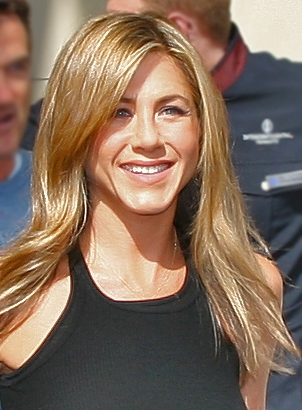
Jennifer Aniston dans le rôle de Nina Borowski
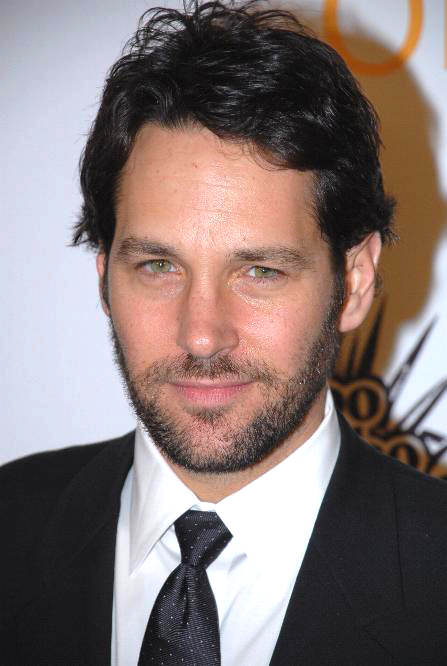
Paul Rudd dans le rôle de George Hanson
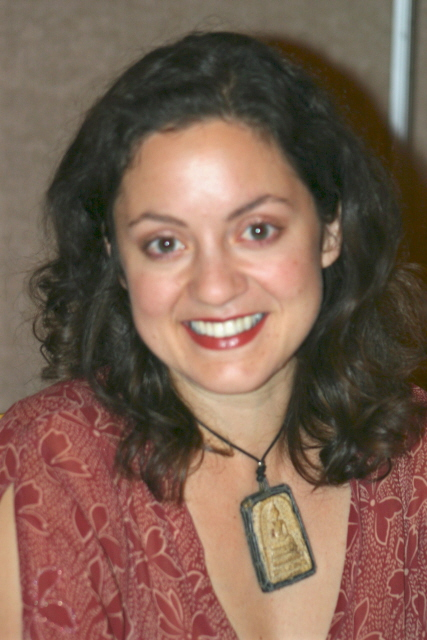
Kali Rocha dans le rôle de Melissa Marx

## Distinctions
Sauf indication contraire, les informations mentionnées dans cette section peuvent être confirmées par la base de données cinématographiques IMDb,  présente dans la section « Liens externes ».

### Récompense
- 1999 : Meilleur film aux London Film Critics Circle Awards

### Nomination
- 1999 : nommé au Prix GLAAD Media dans la catégorie Meilleur film

## Box-office
Le film rapporte un peu moins de 30 millions $US aux États-Unis et presque 47 millions $US dans le monde.